# Індійський юридичний інститут
Індійський юридичний інститут (англ. Indian Law Institute, ILI) — освітньо-дослідницький інститут в Делі, що працює в області права. Інститут був заснований в 1956 році з метою проведення досліджень у цій галузі, але пізніше почав й викладання. У 2004 році він отримав статус умовного університету. Інститут також відомий своєю бібліотекою, найбільшою бібліотекою в області права в Індії, що містить понад 75 тис. найменувань, а журнал ILI (ILIJ) є найвпливовішим виданням в області права у країні.